# オークランド市長
オークランド市長 (Mayor of Auckland City) は、ニュージーランド、オークランドの首長である。1871年から2010年まで存在し、オークランド市議会廃止と共に廃職となった。

## 歴史
1851年にオークランド自治区が設立された当初、市域は58,000エーカー (230 km2)しかなかった。これは約1年しか続かず、首長はアーチボルド・クラークのみである。
1871年、正式にオークランド市が設立されたとき、その面積は現在より遥かに小さい623エーカー (2.52 km2)であった。市議会議長ウォルター・リーが主導し、すぐに市長職が置かれた。当初、市長は議会によって選出された。ベンジャミン・トンクスは1875年に市民の中から選出された最初の市長である。ダヴ・マイヤー・ロビンソンは18年間務め、最も長く在任した。女性市長はキャサリン・ティザード、クリスティン・フレッチャーの2人が出ている。
市議会は2010年10月31日に廃止され、オークランド地方の他地域と共にオークランド議会の管轄下に入った。

## 一覧
|    | Name                               | Term                    |
| -- | ---------------------------------- | ----------------------- |
| 1  | フィリップ・フィリップス           | 1871年 - 1874年         |
| 2  | ヘンリー・アイザックス             | 1874年                  |
| 3  | フレデリック・プライム             | 1874年 - 1875年         |
| 4  | ベンジャミン・トンクス             | 1875年 - 1876年         |
| 5  | ウィリアム・ジョン・ハースト       | 1876年 - 1877年         |
| 6  | ヘンリー・ブレット                 | 1877年 - 1878年         |
| 7  | トーマス・ピーコック               | 1878年 - 1880年         |
| 8  | ジェームズ・クラーク               | 1880年 - 1883年         |
| 9  | ウィリアム・ワデル                 | 1883年 - 1886年         |
| 10 | アルバート・ドボア                 | 1886年 - 1889年         |
| 11 | ジョン・アップトン                 | 1889年 - 1891年         |
| 12 | ウィリアム・クラウザー             | 1891年 - 1893年         |
| 13 | ジェームズ・ホランド               | 1893年 - 1896年         |
| 14 | エイブラハム・ボードマン           | 1896年 - 1897年         |
| 15 | ピーター・ディグナン               | 1897年 - 1898年         |
| 16 | デイヴィッド・ゴールディー         | 1898年 - 1901年         |
| 17 | ローガン・キャンベル               | 1901年                  |
| 18 | アルフレッド・キッド               | 1901年 - 1903年         |
| 19 | エドウィン・ミッチェルソン         | 1903年 - 1905年         |
| 20 | アーサー・マイヤーズ               | 1905年 - 1909年         |
| 21 | チャールズ・グレイ                 | 1909年 - 1910年         |
| 22 | レミュエル・バグナル               | 1910年 - 1911年         |
| 23 | ジェームズ・パル                   | 1911年 - 1915年         |
| 24 | ジェームズ・ガンソン               | 1915年 - 1925年         |
| 25 | ジョージ・ベイルドン               | 1925年 - 1931年         |
| 26 | ジョージ・ハッチソン               | 1931年 - 1935年         |
| 27 | アーネスト・デイヴィス             | 1935年 - 1941年         |
| 28 | ジョン・アラム                     | 1941年 - 1952年         |
| 29 | ジョン・ラックスフォード           | 1953年 - 1956年         |
| 30 | トーマス・アシュビー               | 1956年 - 1957年         |
| 31 | キース・バトル                     | 1957年 - 1959年         |
| 32 | ダヴ・マイヤー・ロビンソン         | 1959年 - 1965年         |
| 33 | ロイ・マッケルロイ                 | 1965年 - 1968年         |
|    | ダヴ・マイヤー・ロビンソン (2期目) | 1968年 - 1980年         |
| 34 | コリン・ケイ                       | 1980年 - 1983年         |
| 35 | キャサリン・ティザード             | 1983年 - 1990年         |
| 36 | レス・ミルズ                       | 1990年 - 1998年         |
| 37 | クリスティン・フレッチャー         | 1998年 – 2001年         |
| 38 | ジョン・バンクス                   | 2001年 – 2004年         |
| 39 | ディック・ハバード                 | 2004年 – 2007年         |
|    | ジョン・バンクス (2期目)           | 2007年 – 2010年10月31日 |